# فهرست قنات‌های شهرستان بوکان
جدول زیر براساس آمار وزارت جهاد کشاورزی تهیه شده‌است. فهرست زیر قنات‌های شهرستان بوکان در استان آذربایجان غربی را نشان می‌دهد.
| نام قنات    | موقعیت                        | نزدیک‌ترین روستا | طول قنات (متر) | تعداد میله چاه | عمق مادر چاه | دبی (لیتر بر ثانیه) | سطح زیر کشت (هکتار) |
| ----------- | ----------------------------- | --------------- | -------------- | -------------- | ------------ | ------------------- | ------------------- |
| اغا         | بخشی نامعلوم در شهرستان بوکان | شیخ علی         | ۱۵۰۰           | ۰              | ۰            | ۸                   | ۸۰                  |
| اغارشد      | بخشی نامعلوم در شهرستان بوکان | نامعلوم         | ۸۰۰            | ۰              | ۰            | ۶                   | ۸۰                  |
| اقاژن       | بخشی نامعلوم در شهرستان بوکان | البلاغ          | ۳۲۰            | ۰              | ۰            | ۰                   | ۶۰                  |
| حمدپسند     | بخشی نامعلوم در شهرستان بوکان | شیخ علی         | ۸۰۰            | ۰              | ۰            | ۸                   | ۸۰                  |
| حیات رش     | بخشی نامعلوم در شهرستان بوکان | اقابلاغی        | ۵۰۰            | ۰              | ۰            | ۸                   | ۱۰۰                 |
| خوش گلدی    | بخشی نامعلوم در شهرستان بوکان | رحیم خان        | ۱۰۰۰           | ۰              | ۰            | ۴۰                  | ۵۰۰                 |
| سه کانیان   | بخشی نامعلوم در شهرستان بوکان | سه کانیان       | ۲۲۰            | ۰              | ۰            | ۳                   | ۴۰                  |
| سویرکه      | بخشی نامعلوم در شهرستان بوکان | تبت             | ۲۰۰            | ۰              | ۰            | ۳                   | ۱۲                  |
| صوفی رحیم   | بخشی نامعلوم در شهرستان بوکان | یکسو            | ۵۰۰            | ۰              | ۰            | ۸                   | ۷۰                  |
| قره موسالو  | بخشی نامعلوم در شهرستان بوکان | قره موسالو      | ۸۰۰            | ۰              | ۰            | ۰                   | ۷۵                  |
| قورپاسان    | بخشی نامعلوم در شهرستان بوکان | تکان تپه        | ۸۰۰            | ۰              | ۰            | ۸۰                  | ۱۲۰                 |
| قیتمه       | بخشی نامعلوم در شهرستان بوکان | البلاغ          | ۳۲۰            | ۰              | ۰            | ۱۰                  | ۸۰                  |
| ناوده       | بخشی نامعلوم در شهرستان بوکان | قازانر          | ۲۰۰            | ۰              | ۰            | ۲                   | ۷۰                  |
| ناوده       | بخشی نامعلوم در شهرستان بوکان | شیخ لر          | ۴۵۰            | ۰              | ۰            | ۷                   | ۱۰۰                 |
| ناوده       | بخشی نامعلوم در شهرستان بوکان | قویلر           | ۶۰۰            | ۰              | ۰            | ۸۰                  | ۱۰۰                 |
| ناوده       | بخشی نامعلوم در شهرستان بوکان | پیرولی باغی     | ۵۵۰            | ۰              | ۰            | ۴                   | ۳۰                  |
| ناودی       | بخشی نامعلوم در شهرستان بوکان | عبدالله‌آباد     | ۱۳۰۰           | ۰              | ۰            | ۲۰                  | ۱۲۰                 |
| پرداش       | بخشی نامعلوم در شهرستان بوکان | جوانمرد         | ۳۰۰            | ۰              | ۰            | ۸                   | ۵۰                  |
| کانی بردینه | بخشی نامعلوم در شهرستان بوکان | کلتپه قریش      | ۳۵۰            | ۰              | ۰            | ۱۰                  | ۵۰                  |
| کانی زیرینه | بخشی نامعلوم در شهرستان بوکان | سیدآباد عزیزکند | ۴۰۰            | ۰              | ۰            | ۸                   | ۳۰                  |
| کانی سپی    | بخشی نامعلوم در شهرستان بوکان | نیکی کند        | ۶۵۰            | ۰              | ۰            | ۸                   | ۷۰                  |
| کلیجی       | بخشی نامعلوم در شهرستان بوکان | درزیولی         | ۶۰۰            | ۰              | ۰            | ۲۰                  | ۶۰                  |
| کهریز سرو   | بخشی نامعلوم در شهرستان بوکان | قلایجی          | ۳۵۰            | ۰              | ۰            | ۶                   | ۵۰                  |
| کهریزان     | بخشی نامعلوم در شهرستان بوکان | دوکچی           | ۳۰۰            | ۰              | ۰            | ۴                   | ۸۰                  |